# Carolus Rex

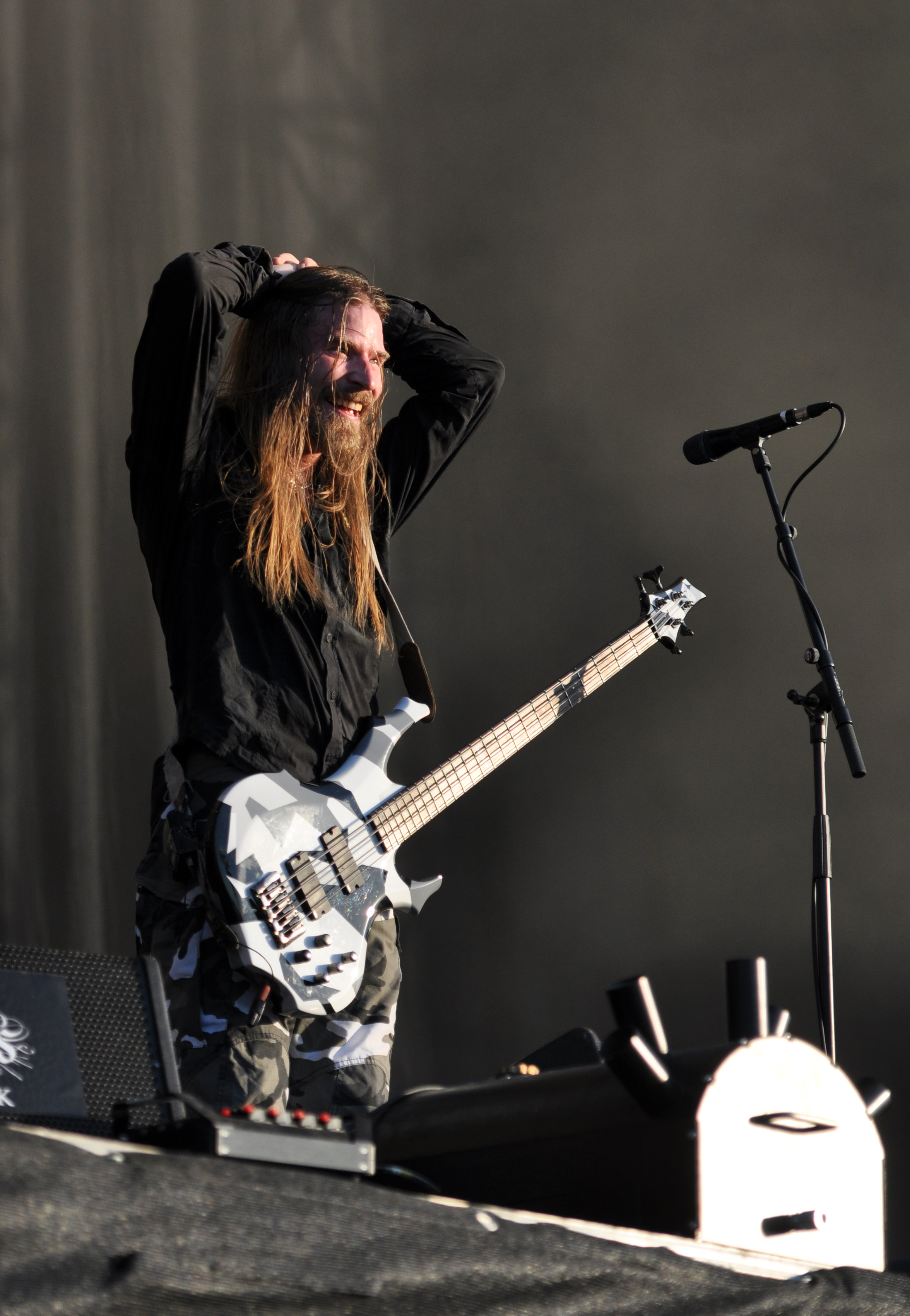
Pär Sundström během vystoupení na Wacken Open Air 2013

Carolus Rex je šesté studiové album švédské heavymetalové hudební skupiny Sabaton. Vydáno bylo 28. května 2012 společností Nuclear Blast a jako producent se na něm podílel Peter Tägtgren. Jedná se o čistě konceptuální album mapující období švédského impéria v rozmezí let 1611 až 1718, během příběhu se tedy na švédském trůně vystřídá celkem pět panovníků. Své místo na desce dostala i skladba „1648“, která pojednává o obléhání Prahy švédskými vojsky. Nahrávání alba probíhalo ve studiu Abyss Studio nacházejícím se ve vesnici Pärlby poblíž města Ludvika od ledna 2012 a trvalo přibližně měsíc. Hudebně se jedná o pro Sabaton spíše nezvyklý styl, deska totiž obsahuje prvky symfonického metalu; tedy epické orchestrace a mužské či ženské sbory. Texty byly napsány a nazpívány ve dvou jazycích, angličtině a švédštině.
Deska byla hudebními kritiky hodnocena převážně kladně, dařilo se jí také komerčně; kromě vysokých umístění v evropských hitparádách byla ve Švédsku jako první deska kapely oceněna platinovou deskou (o šest let později získala čtyřplatinové ocenění) a v Polsku zlatou deskou. Paradoxně šlo o poslední album pro většinu členů kapely, ještě před jeho vydáním totiž došlo k rozpadu, kdy z původní sestavy zůstali pouze zpěvák Joakim Brodén a byskytarista Pär Sundström. Ostatní členové skupiny opustili hlavně z rodinných důvodů, vadila jim především dlouhá koncertní turné. Dvojice Brodén-Sundström sestavu rychle obměnila a vydala se s ní na turné k podpoře desky. Kromě Evropy vystupovali také v Americe, a to poprvé ve své historii jako headliner. Skupina mimo jiné hrála také na festivalu Przystanek Woodstock, taktéž jako headliner, před více než půl milionem lidí.

## Nahrávání a rozpad sestavy
Na svém v pořadí šestém studivém albu se členové skupiny Sabaton rozhodli tematicky zpracovat celé období švédského impéria, k čemuž si na pomoc přizvali švédského historika Bengta Liljegrena. Celý příběh, který mapuje Švédsko během vlády pěti panovníků, tak roku 1611 začíná během vlády Gustava II. Adolfa a končí o více než sto let později smrtí Karla XII. v roce 1718. Hudbu jako obvykle skládal zpěvák Joakim Brodén, na textech spolu s Brodénem spolupracoval baskytarista Pär Sundström. Mimo pro Sabaton klasickou angličtinu se tentokrát textaři rozhodli napsat všechny písně, kromě závěrečné „Ruina Imperii“, také ve své rodné švédštině. V menší míře se ale také objevuje latina, němčina či český výraz Karlův most. S připravenými skladbami se na začátku ledna 2012 Sabaton vydali do vesnice Pärlby poblíž města Ludvika do studia Abyss Studio, kde pod dohledem producenta Petera Tägtgrena začali s nahráváním. To trvalo přibližně měsíc. Skupina oproti předchozím albům částečně změnila svůj styl a použila prvky symfonického metalu; převážně epické orchestrální prvky a výrazné ženské a mužské sbory. Právě sbory byly nápadem Tägtgrena, ten je totiž považuje za jeden z důležitých prvků hudby.

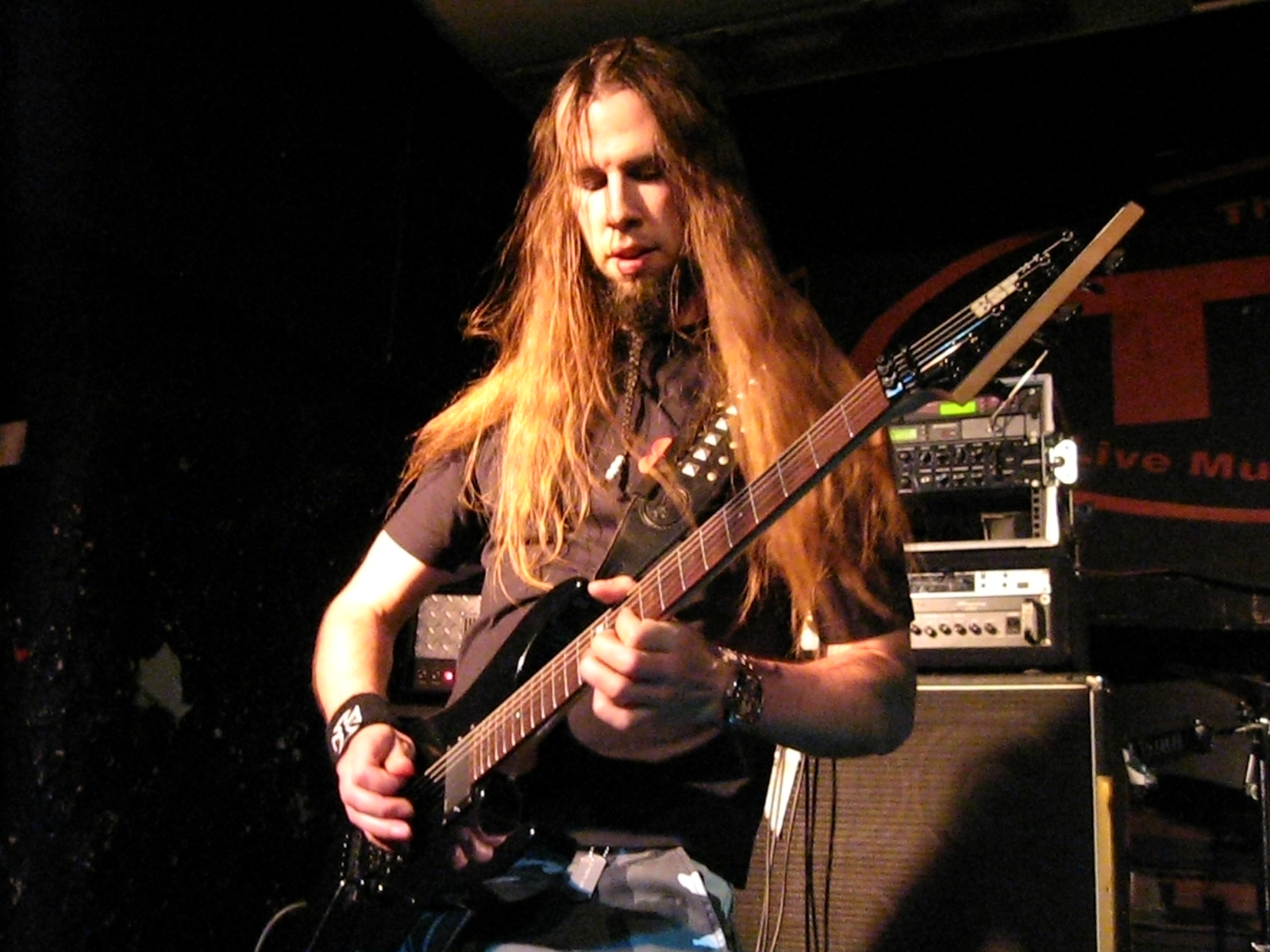
Oskar Montelius během vystoupení se skupinou Sabaton, 2007

Zpracování takto uceleného příběhu je pro Sabaton poměrně neobvyklé a v porovnání s ostatními alby těžké na zpracování. Hudba i texty totiž musely přesně sedět do konceptu alba, kvůli čemuž autoři neměli takovou svobodu při psaní písní. Těžkost zpracování dle Brodéna vyeskaloval také fakt, že se texty psaly ve dvou jazycích.
Během března 2012 se začaly internetem šířit spekulace o rozpadu skupiny. Podle těchto teorií měl ve skupině zůstat pouze Brodén a Sundström, zatímco ostatní členové měli odejít. Sama skupina toto odmítala a Brodén jakékoliv spekulace označil za „kecy“. Na konci března ovšem byly tyto informace potvrzeny také oficiálně, ve skupině opravdu zůstali pouze Brodén a Sundström. Důvodem odchodu většiny členů byla dlouhá koncertní turné, kvůli kterým měli tito hudebníci problém skloubit svojí činnost v kapele s rodinným životem. Naopak Brodén a Sundström se chtěli skupině věnovat naplno, místo kompromisu tedy nastal rozpad. Dle Daniela Mÿhra, bývalého klávesisty Sabatonu, mezi nimi po rozpadu byla „trocha napětí“, později si vše ale krátce vyříkali a panují mezi nimi dobré vztahy. Pro Brodéna a Sundströma podle slov prvního z nich nastala po rozpadu sestavy „fakt krize“, kdy nemohli „téměř vůbec usnout a pomalu se z nás [Brodéna a Sundströma] stávali poloviční alkoholici.“ Zároveň je ale rád, jak to dopadlo, protože díky tomu nenastala situace, kdy by se členové skupiny začali nenávidět. Noví členové, kytaristé Thobbe Englund a Chris Rörland a bubeník Robban Bäck, byli do Sabatonu přijati krátce po oficiálním oznámení o rozpadu.

## Vydání
Album Carolus Rex vyšlo 28. května 2012 prostřednictvím vydavatelství Nuclear Blast. To ho uvolnilo ve dvou základních podobách, přičemž každá z nich obsahovala jednu jazykovou verzi. Zároveň bylo vydáno také ve dvoudiskové edici obsahující obě tyto verze. V Evropě byla jako bonusová skladba nahrána coververze na píseň „Twilight of the Thundergod“ skupiny Amon Amarth, v americké edici zase Sabaton nahráli svojí verzi písně „In the Army Now“ dua Bolland & Bolland. Limitovaná edice poté obsahovala jako bonusovou skladbu cover na píseň „Feuer frei!“ skupiny Rammstein.

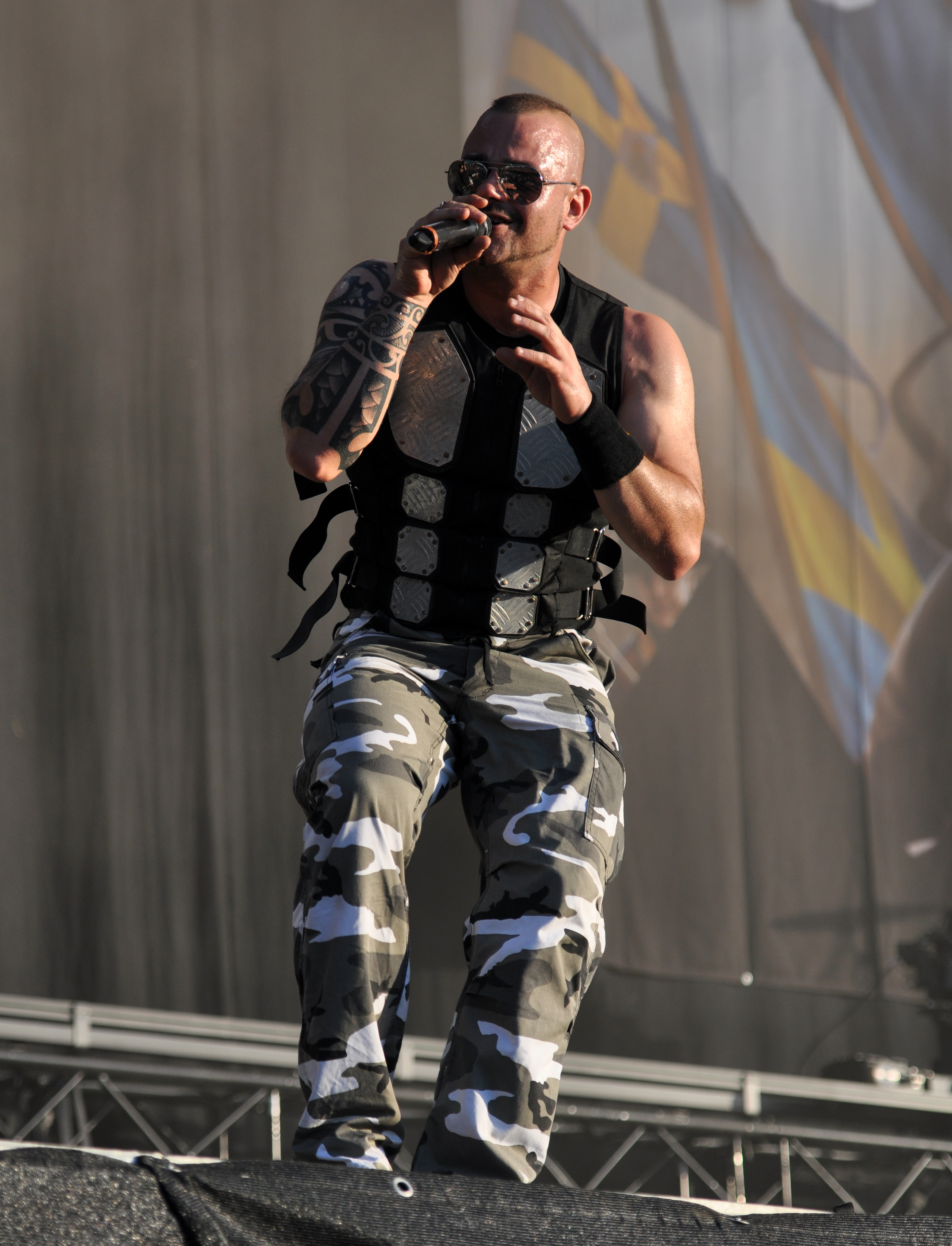
Joakim Brodén během koncertu na Wacken Open Air 2013

Pro album použila skupina dva různé přebaly, jejichž autorem je maďarský umělec Péter Sallai. První přebal alba znázorňuje podobiznu švédské královské koruny společně se švédskými vlajkami a napodobeninou švédského lva, který je vyobrazen na státním znaku Švédska. V edici obsahující švédskou i anglickou verzi alba byl použit jiný přebal. Na něm je skupina útočících tehdejších švédských vojáků a opět se zde objevují národní vlajky této země. Oba dva obaly jsou barevně koncipovány do barev švédské vlajky, tedy modré a žluté.
Dne 30. listopadu 2018 je byla vydána speciální edice alba. Ta vyšla jednak k oslavě zisku čtyřplatinové desky ve Švédsku (více než 120 000 prodaných kopií) a jednak k výročí 300 let od smrti Karla XII., po němž je album pojmenované.

## Skladby
Album uvádí instrumentální intro „Dominium Maris Baltici“, což je dle Brodéna „zhudebněný sen Švédů o tom, že by rádi vládli světu a dominovali nad vším kolem Baltského moře.“ Na intro volně navazuje skladba „The Lion from the North“ (švédsky „Lejonet från Norden“), ve které Sabaton využili výraznější ženské sbory a symfonické prvky. Hudebně se tohoto stylu skupina drží celou desku. Text pojednává o švédském králi Gustavu II. Adolfovi. V němčině pojmenovaná skladba „Gott Mit Uns“ vypráví o spolupráci německého a švédského vládce. Během první bitvy u Breitenfeldu totiž některé německé jednotky bojovaly za Švédsko jako nájemní vojáci. V této písni se jako pěvecký host představil Peter Tägtgren, a to i ve švédské verzi, přestože sám zpívání ve svém rodném jazyce nesnáší. Následuje spíše baladická skladba „Lifetime of War“ („En Livstid i Krig“), která popisuje začátek Třicetileté války. Na tu navazuje skladba „1648“, která naopak pojednává o posledním střetnutí této války, o švédském obléhání Prahy. V anglické verzi se vyskytuje české slovní spojení „Karlův most“. Pro Brodéna, jakožto pro polovičního Čecha, totiž dle jeho slov přirozené a znělo by mu divně, kdyby měl říkat „Charles Bridge“.
Album pokračuje varhany uváděnou skladbou „The Carolean's Prayer“ („Karolinens Bön“), jejíž text se zaměřuje na dle Brodéna nejlepší období vlády Karla XII., na taktiky boje a na vysokou morálku švédských vojáků. Sedmou skladbou je titulní píseň „Carolus Rex“, která je Brodénem napsaná v ich-formě a, jak z názvu vyplývá, pojednává o Karlu XII. Album pokračuje písní „Killing Ground“ („Ett Slag Färgat Rött“) pojednávající o tom, jak Švédi po jedné z bitev dle Brodéna „zmasakrovali válečné vězně“. Skladba „Poltava“ popisuje bitvu u Poltavy, ve které ruská vojska vedená carem Petrem Velikým porazila armádu Karla XII. a zapříčinila jeho úpadek. „Long Live the King“ („Konungens Likfärd“) je spíše pomalejší píseň, která pojednává o smrti Karla XII. Desku uzavírá pouze ve švédštině nazpívaná skladba s latinským názvem „Ruina Imperii“. Ta popisuje úpadek Švédského impéria.

## Kritika

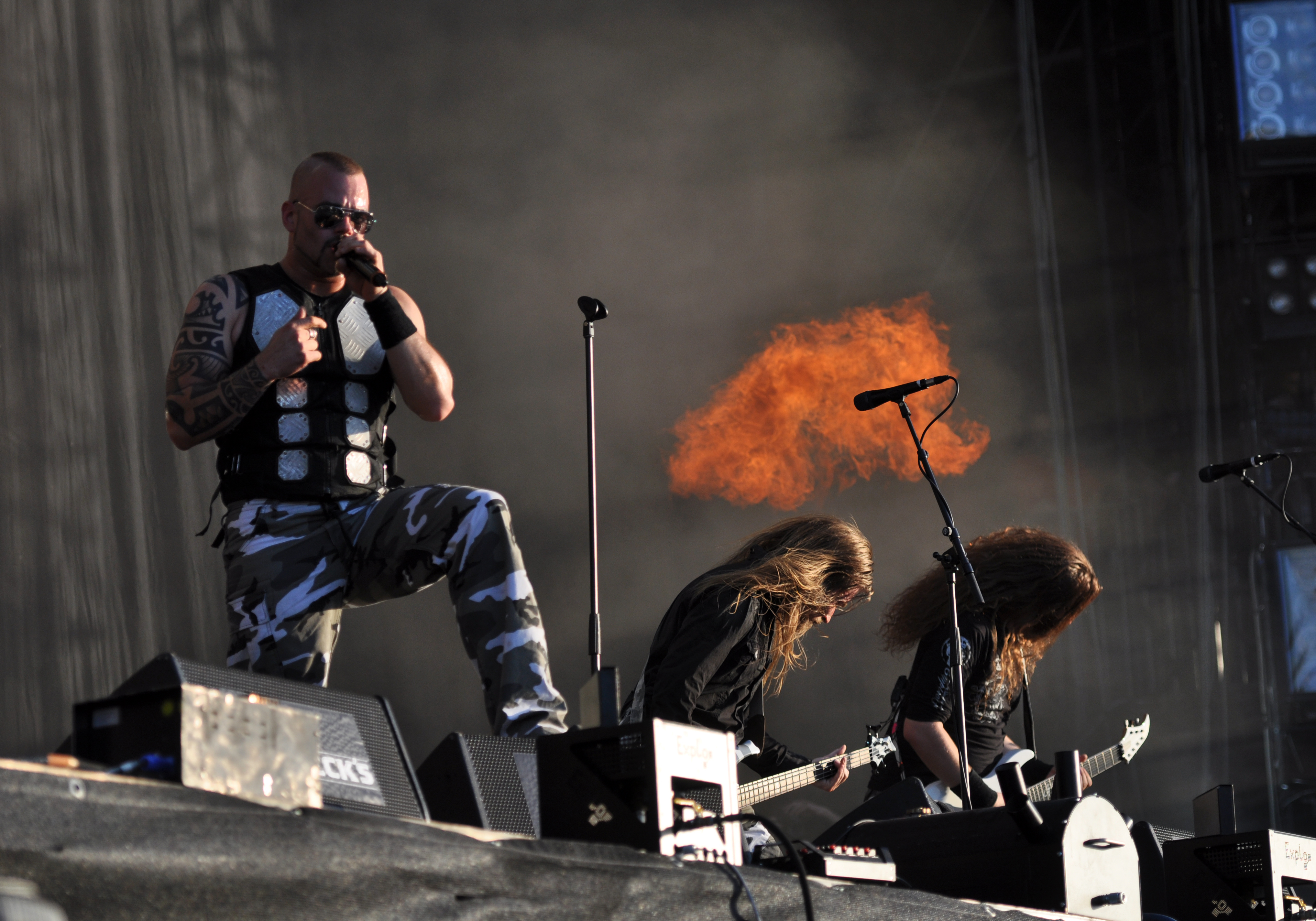
Zleva: Joakim Brodén, Pär Sundström a Chris Rörland na Wacken Open Air 2013

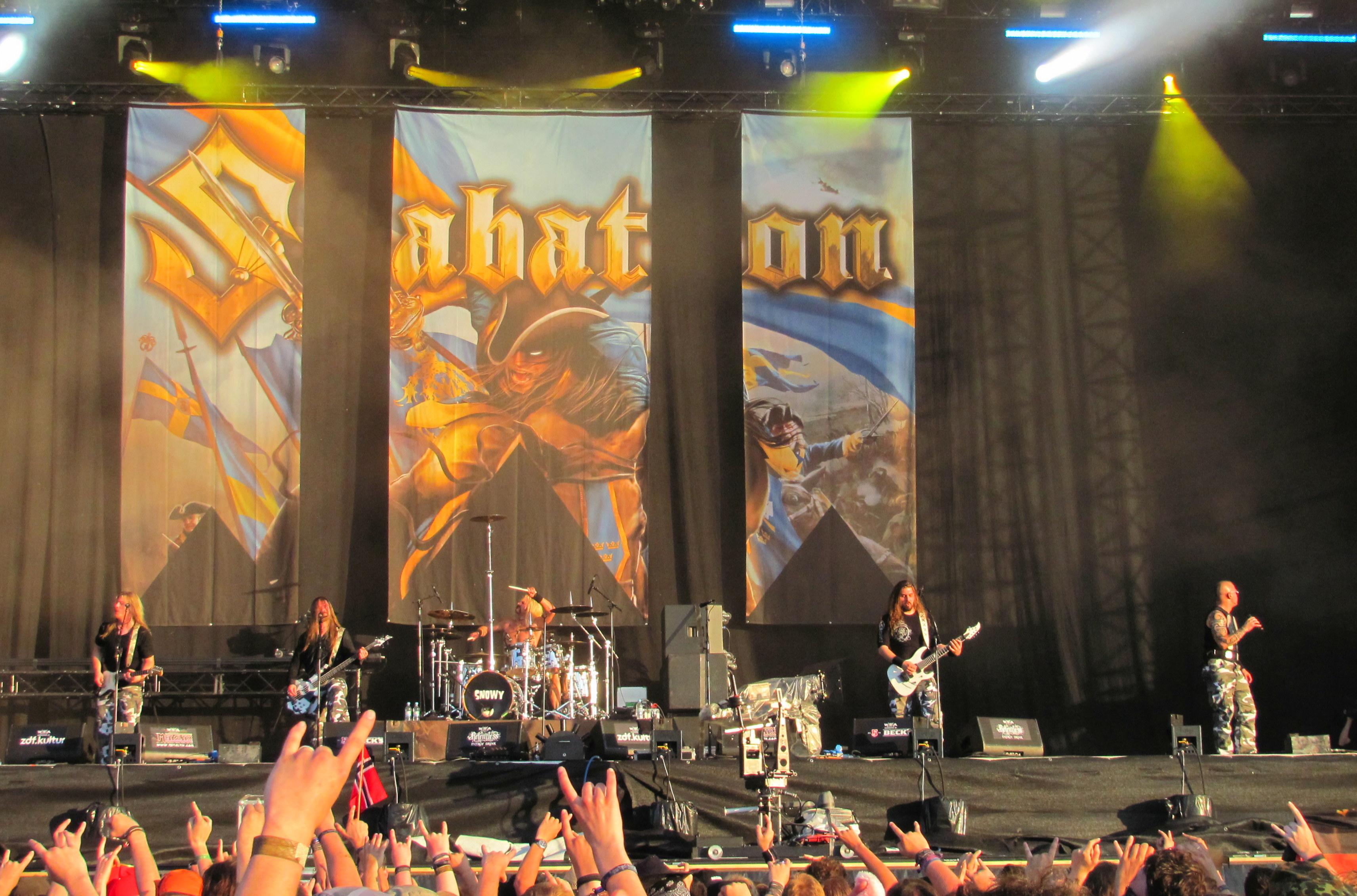
Skupina Sabaton během koncertu na Wacken Open Air, v pozadí je vidět přebal alba Carolus Rex

Jan Kozák, redaktor rockového magazínu Spark, po prvním poslechu desky prohlásil, že „přibylo lehkosti a vzdušnosti“. Zároveň také dle vlastních slov nemá pocit, „že je na pochodovém cvičení, kde se jen mění frekvence levá–pravá.“ Podle Kozáka ale v určitých částech alba „nastupuje dojem, že nějaká pasáž už byla ve velice blízké době použita.“ Za další problém pak Kozák považuje hlas Brodéna, ten je totiž v porovnání s orchestrálními prvky dle jeho tvrzení „v některých místech až příliš hrubý a někdy až humpolácký“. Kozákův kolega David Havlena album v roce 2014 označil za „velké ambiciozní dílo, které navazuje na laťku The Art of War.“ Také uvedl, že se tehdy Sabaton stali „opravdu velkou kapelou“. Recenzent s přezdívkou Steel Druhm pro hudební server Angry Metal Guy uvedl: „Jedná se o skvělé album plné naparujícího se power metalu a příběhů o vojenské slávě.“ Zároveň byl „šokován“, o kolik lepší je Carolus Rex v porovnání s předchozími alby skupiny. Desku ohodnotil čtyřmi body z pěti.
Album se dostalo do několika evropských hitparád. Mezi nejlepší umístění patří druhé místo ve švédském žebříčku Sverigetopplistan, sedmé místo v německé hitparádě Media Control Charts a deváté ve Finsku Dále se album umístilo také ve Švýcarsku (19.), Norsku (21.), Rakousku (23.), Belgii (67.), Nizozemsku (90.), či na padesáté pozici ve světové hitparádě. Přibližně rok po vydání se deska stala ve Švédsku platinová a v Polsku zlatá. Po šesti letech prodeje se album ve Švédsku stalo čtyřplatinové, prodalo se ho v této zemi přes 120 000.
Písně „Carolux Rex“ a „Lifetime of War“ byly použity ve hře stockholmského Královského dramatického divadla inspirované životem švédského krále Karla XII. Vzhledem k tomu, že se jednalo o královské divadlo, musely být písně schváleny samotným králem Karlem XVI. Gustavem.

## Swedish Empire Tour
Koncertní série k podpoře alba, pojmenovaná Swedish Empire Tour začala ještě před vydáním desky, a to na začátku dubna, kdy Sabaton odletěli do USA, kde se zúčastnili svého prvního headline turné v zámoří. Turné poté pokračovalo v létě vystupováním na metalových festivalech a následně na velkém evropském headline turné. V rámci festivalů skupina mimo jiné vystoupila na českém Masters of Rock, pro který speciálně složila píseň „Far from the Fame“ pojednávající o českém maršálovi Karlu Janouškovi, a na polském Przystanek Woodstock. Tam vystoupili jako headliner, hráli před více než půl milionem diváků a celé vystoupení zaznamenávali a později vydali na DVD. Na evropském turné, jež pokračovalo i v březnu 2013, skupinu doprovázely kapely Eluveitie a Wisdom. Části turné se nezúčastnil bubeník Robban Bäck, jelikož se jeho přítelkyni mělo narodit dítě a Bäck chtěl zůstat doma s rodinou. Jako dočasná náhrada za něj post bubeníka převzal Snowy Shaw. Poslední část Swedish Empire Tour proběhla v létě na metalových festivalech. V září 2013 Sabaton vydali DVD Swedish Empire Live, jež obsahovalo záznam vystoupení na festivalu Przystanek Woodstock a také záznamy z koncertů v Göteborgu, Londýně a Oberhausenu ze Swedish Empire Tour.

## Seznam skladeb
| Pořadí         | Název                   | Hudba                 | Text                  | Téma                       | Délka |
| -------------- | ----------------------- | --------------------- | --------------------- | -------------------------- | ----- |
| 1.             | Dominium maris Baltici  |                       |                       | dobývání Pobaltí           | 0:29  |
| 2.             | The Lion from the North | Joakim Brodén         | Brodén, Pär Sundström | Gustav II. Adolf           | 4:42  |
| 3.             | Gott Mit Uns            | Brodén                | Brodén, Sundström     | první bitva u Breitenfeldu | 3:15  |
| 4.             | A Lifetime of War       | Brodén                | Brodén, Sundström     | Třicetiletá válka          | 5:45  |
| 5.             | 1 6 4 8                 | Brodén                | Brodén, Sundström     | Švédské obléhání Prahy     | 3:54  |
| 6.             | The Carolean's Prayer   | Brodén                | Brodén                | švédští vojáci             | 6:14  |
| 7.             | Carolus Rex             | Brodén, Ken Kängström | Brodén, Sundström     | Karel XII.                 | 4:53  |
| 8.             | Killing Ground          | Brodén, Kängström     | Brodén, Sundström     | bitva u Fraustadtu         | 4:24  |
| 9.             | Poltava                 | Brodén                | Sundström             | bitva u Poltavy            | 4:03  |
| 10.            | Long Live the King      | Brodén                | Brodén, Sundström     | smrt Karla XII.            | 4:09  |
| 11.            | Ruina Imperii           | Brodén                | Brodén, Sundström     | pád švédského impéria      | 3:21  |
| Celková délka: | Celková délka:          | Celková délka:        | Celková délka:        | Celková délka:             | 45:09 |

| Bonus          | Bonus                                           | Bonus                      | Bonus |
| Pořadí         | Název                                           | Autor                      | Délka |
| -------------- | ----------------------------------------------- | -------------------------- | ----- |
| 12.            | Twilight of the Thunder God (Amon Amarth cover) | Amon Amarth                | 3:59  |
| 13.            | In the Army Now (Bolland & Bolland cover)       | Rob Bolland, Ferdi Bolland | 3:59  |
| 14.            | Feuer frei! (Rammstein cover)                   | Rammstein                  | 3:12  |
| Celková délka: | Celková délka:                                  | Celková délka:             | 56:19 |

## Obsazení
| - Joakim Brodén – zpěv - Pär Sundström – basová kytara - Oskar Montelius – sólová kytara, doprovodné vokály - Rikard Sundén – sólová kytara, doprovodné vokály - Daniel Mÿhr – elektronické klávesy, doprovodné vokály - Daniel Mullback – bicí Technická podpora - Peter Tägtgren – produkce - Jonas Kellgren – mastering - Péter Sallai – přebaly alba | Sbor - Bosse Gärds – mužský - Christer Gärds – mužský - Christian Hedberg – mužský - Pelle Hindén – mužský - Pontus Lekaregård – mužský - Thomas Nyström – mužský - Anders Sandström – mužský - Sofia Lundström – ženský - Marie Mullback – ženský - Hannele Junkala – ženský - Åsa Österlund – ženský - Marie-Louise Strömqvist – ženský |